# Estelle Milbourne
Estelle Gunilla Milburne, gift Nordenfalk, född 11 juni 1967 i Kungsholms församling, Stockholm, är en svensk TV-personlighet och sångerska och tidigare VD för Kajak Television. Hon är sedan 2006 VD för YogaYama.
Hon var en av panelmedlemmarna i TV-programmet Knesset. Estelle Milburne bildade bandet EC² tillsammans med Carola Westerlund. Mick Ronson producerade deras musik. I mitten av 1990-talet släppte Estelle Milburne även några solosinglar, under perioden då hon var tillsammans med Orup. Hon är gift med Johan Nordenfalk (son till den tidigare statssekreteraren Johan Nordenfalk).